# Garðar
Garðar è un'antica città della Groenlandia, antica capitale degli insediamenti norvegesi sull'isola, nei pressi dell'odierna Igaliku.
Dell'antica città restano numerosi monumenti, fra cui la cattedrale, essendo stata Garðar sede della diocesi locale: l'edificio è stato costruito a pianta cruciforme in arenaria e risale al XII secolo, con una lunghezza di 27 metri ed una larghezza di 16 metri. Oltre alla cattedrale sono visibili anche i resti delle stalle, che avevano una capienza di sessanta capi, ed altre costruzioni minori.
Della diocesi di Garðar ci rimangono i nomi di venticinque vescovi, da Arnaldur (1124-1152) fino al vescovo Vincentius Kampe (1520 circa); dal 1418, quando la città venne devastata e distrutta da una scorreria di non ben precisati "barbari" e venne abbandonata dal clero e dal vescovo, fino al 1492-1494 i vescovi di Garðar furono solo titolari, cioè non residenti nella diocesi.
La diocesi venne definitivamente abolita nel 1537.
Vicino a Garðar furono rinvenuti, all'interno di un sito funerario norreno del XII secolo, alcuni resti inizialmente paragonati all'Homo heidelbergensis e nominati Homo gardarensis; le ossa furono infine identificate come quelle di un uomo contemporaneo che soffriva di acromegalia.